# Östlig antilophare
Östlig antilophare eller Sierrahare (Lepus callotis) är ett däggdjur i familjen harar som förekommer i Mexiko och sydligaste USA.

## Utseende
Individerna når en kroppslängd av 43,2 till 59,8cm och därtill kommer en 4,7 till 9,2 cm lång svans. Öronens längd ligger mellan 10,8 och 14,9 cm och fötternas längd mellan 11,8 och 14,1 cm. Honor är allmänt något större än hannar.
Den korta grova pälsen har allmänt en ockra till kanel färg, ofta med svarta skuggor. Påfallande är vita ställen vid kroppssidorna och buken, även pälsen vid bakfötternas ansats är vit. På ryggens mitt finns en längsgående gråbrun strimma med svarta hårspetsar. Håren på svansen är vite men på ovansidan har de svarta spetsar. Extremiteterna är på insidan vita och på utsidan brunaktiga. Ansiktet är sandgrå och öronen har vitaktiga kanter. Vinterpälsen är mera gråaktig.
Vid baktassarna har den östliga antilopharen fyra tår och vid framtassarna fem tår, alla tår bär korta klor.

## Utbredning och habitat
I USA förekommer arten bara i sydvästligaste delen av delstaten New Mexico. I Mexiko sträcker sig utbredningsområdet söderut till delstaten Oaxaca. Denna hare hittas dessutom i delstaterna Aguascalientes, Chihuahua, Durango, Guanajuato, Guerrero, Hidalgo, Jalisco, México, Michoacán, Morelos, Puebla, Querétaro, San Luis Potosí, Sonora, Tlaxcala, Veracruz och Zacatecas. I Mexico City (Distrito Federal) är arten troligtvis utdöd.
Östlig antilophare föredrar gräsmark med glest fördelade buskar. Den vistas även i odlade områden. I bergstrakter förekommer den upp till 2 550 meter över havet.

## Ekologi
Östlig antilophare är nästan uteslutande aktiv på natten. Individerna syns ofta i par, främst under parningstiden.
Födan utgörs huvudsakligen av gräs av arterna Bouteloua dactyloides och Bouteloua gracilis. Dessutom äter haren arter av örtsläktet Amsinckia. Under särskild torra tider kan den även äta rötter.
Under parningstiden som sträcker sig från april till augusti föder honor minst tre kullar. Per kull föds en till fyra ungar (genomsnitt 2,2). Födelsen sker i en enkel bo på marken och ungarna har redan päls och öppna ögon. Under följande parningstid är ungarna könsmogna.

## Systematik
Arten räknas inom familjen harar till släktet Lepus. Vanligen skiljs mellan den nordliga underarten L. c. gaillardi och den sydliga underarten L. c. callotis.

## Status
Östlig antilophare hotas av habitatförstörelser och den blir undanträngt av den svartsvansade åsneharen (Lepus californicus). IUCN listar arten som nära hotad (NT) då den fortfarande har ett ganska stort utbredningsområde.